# 힌두교 종파
힌두교의 종파는 주로 숭배 대상인 주신(主神)에 따라 나뉜다. 힌두교에는 수많은 종파가 있으나, 주요 종파로는 비슈누파(Vaishnavism) · 시바파(Shaivism) · 샥티파(Shaktism) · 스마르타파(Smartism)의 네 종파가 있다. 이들 네 종파들은 의식(儀式) · 믿음 · 전통을 공유한다. 그러나 이들 각 종파는 힌두교에서 말하는 삶의 궁극적인 목표인 아트마 즈나나(Atma Jnana · 자아에 대한 완전한 앎 · Self-Realization)를 성취하는 방법에 대하여 서로 다른 철학 또는 교의를 가지고 있다. 숭배 대상인 주신(主神)이 다르고 궁극적 목표를 성취하는 방법에 대한 철학 또는 교의가 다르다는 점에서 이들 힌두교의 종파들은 서로 다른 종교(宗敎: 문자 그대로의 뜻은 "으뜸가는 가르침")라고도 볼 수 있다.
힌두교 종파는 보통 여러 철학적 분파들로 구성되어 있는데, 한 종파 내에 존재하는 확립된 철학적 분파 또는 철학 학파를 삼프라다야(Sampradaya)라고 하며, 삼프라다야의 구루(Guru · 스승 · 교사)들의 계통 또는 계보를 파람파라(Parampara: 불교의 법맥에 해당)라고 한다.
힌두교는 원래부터 하나의 단일체가 아니기 때문에 힌두교 내에 존재하는 여러 종파들과 철학적 분파들은 분열(schism)로 보지 않는다. 힌두교를 구성하는 서로 다른 여러 "종교들" 간에는 서로에 대한 커다란 갈등이나 적의가 없다. 그리고 전체적으로 볼 때 힌두교 신자들은, 진리, 즉 하나인 신 또는 근원을 무엇이라고 부르고 있건 간에, 그 하나인 신 또는 근원에 이르는 데 있어 여러 많은 길이 있다는 믿음을 강하게 가지고 있다. 시바가 비슈누와 동일한 존재인가 아닌가 하는 것은 이들 신들의 신자들에게는 논란이 있는 문제이다. 그렇기는 하나 대부분의 경우 이러한 논란은 개인적인 논쟁의 수준에서 그치며 사회적인 이슈가 되는 경우는 거의 없다.
반면, 각 종파 또는 철학적 분파간에 건강한 교류와 체계적인 논쟁은 존재한다. 그리고 이러한 논쟁은 각자의 철학을 더 다듬는데 기여하고 있다. 힌두교에서는 특정 종파 또는 철학적 분파에 속한 개인이 특정 문제에 대해서는 다른 종파 또는 철학적 분파의 관점을 취하는 것이 드문 일이 아니며 또한 이런 태도가 금지되어 있지도 않다.

## 비슈누파
비슈누파(Vishnu派 · Vaishnavism)는 비슈누를 주신으로 숭배하는 파이다.
비슈누파는 크게 《비슈누 푸라나(Vishnu Purana)》와 《바가바타 푸라나(Bhagavata Purana)》를 사용하는 바가바타파(Bhagavatism 또는 Krishnaism)와 《판차라트라 아가마(Pañcaratra agama)》나 《바이카나사 아가마(Vaikhanasa agama)》를 사용하는 판차라트라파(Pañcaratra派)로 나뉜다.
전자의 바가바타파라는 명칭은 비슈누파 전반을 가리킬 경우에도 사용되는데 일반적으로는 다음의 세부 분화된 여러 분파들을 통칭하는 이름으로 쓰인다. 《바가바타 푸라나》는 약 900년경에 성립되었으며 더불어 크리슈나 신에 대한 박티(Bhakti · 信愛 · 獻身)가 고취되었는데, 그 영향하에 신학이 구성되어 바가바타파 아래 이 세부 분파들이 성립되었다.
- 닌바르카파(Nimbarka Sampradaya 또는 Kumara-sampradaya): 창시자는 닌바르카(Nimbarka: 1062?~1162? 또는 13세기)
- 마드바파(Madhwas 또는 Brahma Sampradaya): 창시자는 마드바(Madhvacharya: 1197?~1276? 또는 1238~1317)
- 비슈누스와민파(Vishnuswamis 또는 Rudra Sampradaya): 창시자는 비슈누와민(Vishnuswami: 13세기)
- 바르라바파(Vallabhas 또는 Rudra Sampradaya): 창시자는 바르라바(Vallabha Acharya: 1479~1531)
- 차이타니아파(Chaitanya Vaishnavism, Gaudiya Vaishnavism, Hare Krishna 또는 Brahma Sampradaya): 창시자는 크리슈나 차이타니아(Krishna Chaitanya 또는 Chaitanya Mahaprabhu: 1485~1533 또는 1486~1534)

후자의 판차라트라파(Pañcaratra派)의 세부 분파로는 바다칼라이파(Vadakalai)와 텐칼라이파(Thenkalai)가 있다. 또한 《바이카나사 아가마(Vaikhanasa agama)》만을 사용하는 바이카사나파(Vaikhanasas)가 있다.

## 시바파
시바파(Siva派)는 파괴적인 면을 가진 시바신을 숭앙하는 종파로서 2세기경부터 종파로 형성되었다. 신애를 중요시하는 비슈누파에 대하여 요가와 성력(性力)을 중시하는 경향이 있으며, 이것도 역시 여러 파로 갈라졌다. 시바의 이명(異名)인 파슈파티(獻主)를 숭배하는 파슈파타파(派), 요가를 실행하고 모래 속에서 잠을 자며 고창(高唱) · 노호(怒號) · 약동(躍動)하며 광기(狂氣)와 같은 흥분 속에서 해탈을 꾀한다는 라크리샤파가 있다. 6세기경의 문헌에서 볼 수 있는 카바리카파는 해골을 목에 건 고행자(苦行者)의 집단이었던 모양으로 인신희생(人身犧牲)과 음주를 행하고 성력(性力)을 숭배하였다. 그라크샤나타파(派)는 칸파타 요긴이라는 수행자(修行者)를 중심으로 하타 요가라는 새 형식의 좌법(坐法), 심신(心身)의 정화법(淨化法)과 숨을 가다듬는 법, 인계(印契) 등을 주장하고 이에 의하여 해탈할 수 있다고 하였다. 이 파의 시조 그라크샤나타는 13세기경의 사람이다. 린가야타파는 마라타 지방에서 행해졌는데 린가를 손에 들고 다니며 시바신에의 신애를 설교하는 편력승(遍歷僧)에 의하여 퍼지게 되었다. 이 파는 신상(神像) 숭배와 카스트 체제에 반대하고 여성의 사회적 해방에도 노력하였다. 이 밖에 《아가마》라고 하는 성전(聖典)에 의존하는 파들도 있다.

## 샤크티파
샤크티파(Sakti派)는 여신(女神), 주로 두르가신이나 가리신의 샤크티(性力)을 숭배하는 파인데 실제로는 시바신 숭배와 결합되어 있기 때문에 시바파에 속한다고 말할 수도 있다. 원주민의 여성숭배와 성기(性器)숭배에 아리아인의 신앙의 결합, 시바 숭배와 융합하여 상키아 사상의 2원론과 요가 사상으로 이론이 확립되고 다시 《탄트리 문헌》에 의해서 조직되었다. 그 때문에 밀교불교(密敎佛敎)가 발달한 아샘, 벵골 지방에서 전파되었다. 샥티파에는 윤좌숭배(輪坐崇拜)와 같은 외설스러운 의식을 행하는 좌도파(左道派)와 불순한 요소를 배제한 도파(道派)가 있다.

## 스마르타파

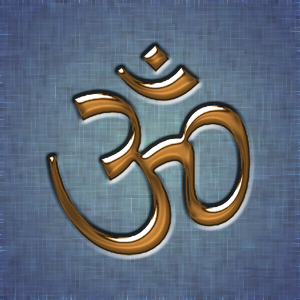
옴(Aum)

스마르타란 베다의 보조적 문헌의 총칭인 스므리티(Smṛti · 聖傳 · 성전)에서 유래하는데, 스므리티 중에서도 특히 《그리히야 수트라(家庭經 · 가정경)》를 가리킨다. 브라만교의 전통적 의례나 제사(祭祀) 방식을 가정 안에서 영위하는 사람들을 스마르타파라고 불렀다.
스마르타파 교인들에게는 숭배할 신을 선택함에 있어 무제한의 자유가 주어져 있다. 그러나 대개 판코파사나(Pancopasana) 또는 판차데바타(Panchadevata)라고 불리는 시바(Shiva) · 비슈누(Vishnu) · 데비(Devi) · 수르야(Surya) · 가네샤(Ganesha)의 다섯 신들을 비인격적 절대자인 브라만의 인간의 모습을 띤 현현으로 숭배한다. 또한 스마르타파 교인들은 시바(Shiva) · 비슈누(Vishnu) · 샥티(Shakti) · 수르야(Surya) · 가네샤(Ganesha) · 스칸다(Skanda)의 여섯 신들을 최고신인 브라만의 여섯 현현 또는 여섯 성격이라고 믿으며 이들을 숭배하기도 한다. 이들 최고신의 현현들 또는 성격들 중에서 어떤 것을 숭배할 것인지는 전적으로 각 개인에게 달려있는데, 그 이유는 이들 서로 다른 신의 현현들 또는 성격들은 모두 그 본질과 계위에서 동등하다고 보기 때문이다. 이런 면에서 스마르타파는 자유주의적 성격과 절충주의적 성격을 지닌 힌두교 종파이다.

## 사우라파
사우라파(Saura派)는 옛날부터 아리아인이 행했던 태양신 수리야 숭배의 계통을 말한다. 북부인도에는 태양숭배의 사원이 세워졌는데, 사제자(司祭者)는 '마가브라만'이라든가 '포자카 브라만'이라고 불렸다. 경전(經典)으로서 《사우라 상히타》 등이 있으나, 오늘날에 와서는 특히 한 종파로서 강조되기보다도 사우라파의 특색이 힌두교의 일반적 특색을 표명하는 것으로 평가되고 있다.

## 가나파티야파
가나파티야(Ganapatya)는 상면인신(象面人身)의 액을 막아주는 신, 또는 지혜의 신이라고도 하는 가네사의 별명이다. 가나파티야파(Ganapatya派)는 가나파티신(歡喜天)을 숭배하는 파이다. 4, 5세기경부터 융성해졌으나 900년 이후에 성립한 《가네사 푸라나》에서는 가네사는 최고의 브라만이며 신비적 명상으로만 지득(知得)된다고 한다.

## 이슬람교의 영향과 힌두교 개혁파
8세기 초기부터 이미 서북 인도에는 이슬람교가 침투해 있었으나 13세기 이후에 이슬람교는 인도 사회에 실질적인 지배력을 갖기 시작했다. 이리하여 델리왕조와 무갈조(朝)가 성립하였으며, 이슬람교는 불교를 박해하는 한편 알라에 의한 평등한 구제를 주장하여 인도 하층민을 개종시켰다. 더구나 그때 이슬람교는 힌두 사회의 풍속에 융합하여 인도적인 문화변용(文化變容)을 이루었으며, 힌두교는 이슬람교의 순일신교적(純一神敎的) 신앙으로부터 영향을 받았다. 특히 인도에 들어온 이슬람교는 고행에 의한 신(神) · 인(人) 합일을 주장하는 신비주의적인 수피파였기 때문에 이슬람교, 힌두교의 두 종교가 융합할 가능성은 많았던 것이다. 15세기에 이르자 이슬람교의 영향을 받아 힌두교 내부로부터 개혁적인 여러 파가 대두하기 시작했다.

## 카비르파
카비르의 가르침에 감화를 받아 약간의 혁신적인 파가 출현했는데 그 가운데에서도 가장 카비르의 사상을 계통적으로 계승한 것이 카비르 판트(Kabirpanth)라고 하는 카비르파(Kabir派)이다. 그 중심은 비나레스의 카비르차우라 승원(僧院)이며 또한 카비르가 숨진 곳인 마가르에는 지소(支所)가 있다. 카비르파의 신도는 일반적으로 하층민이 많다. 이 파는 포교나 숭배보다는 기도나 찬가를 중요시하였는데 후에 카비르에 대한 존경으로부터 우상숭배 경향이 짙어졌다.

## 참고 문헌
- 이 문서에는 다음커뮤니케이션(현 카카오)에서 GFDL 또는 CC-SA 라이선스로 배포한 글로벌 세계대백과사전의 내용을 기초로 작성된 글이 포함되어 있습니다.